# 柯培得旧居
柯培得旧居位于中国四川省雅安市雨城区张家山路10号，邻近明德中学，建于1913年，为美国传教士柯培得的住宅。后刘文辉亦曾在此居住，故又称刘公馆。
由美國牧師柯培得於民國六年（1916）修建。舊居保存完整，共有二棟相向而建的磚木結構建築，青瓦屋面，平面分佈分別呈“山”字形和長方形，總占地面1300平方米。第一棟為一層磚木結構建築，方向230°，面闊37米，進深24.7米，通高10米。第二棟為二層磚木結構建築（有地下室），方向50。，面闊20米，進深13.3米，通高8米。柯培得舊居是一處中西合壁的近現代建築，反映了民國初期外國宗教在四川的傳播軌跡，也是原西康省主席劉文輝在雅安時的居住地之一。

## 图片
- 正面
- 前院
- 侧面